# 20 kilomètres marche féminin aux championnats du monde d'athlétisme 2003
Navigation
Edmonton 2001 Helsinki 2005
L'épreuve du 20 kilomètres marche féminin des championnats du monde d'athlétisme 2003 s'est déroulée le 24 août 2003. Elle est remportée par la Russe Yelena Nikolayeva.

## Résultats
| Rang               | Athlète                      | Pays             | Temps           | Notes |
| ------------------ | ---------------------------- | ---------------- | --------------- | ----- |
| Médaille d'or      | Yelena Nikolayeva            | Russie           | 1 h 26 min 52 s | CR    |
| Médaille d'argent  | Gillian O'Sullivan           | Irlande          | 1 h 27 min 34 s |       |
| Médaille de bronze | Valentina Tsybulskaya        | Biélorussie      | 1 h 28 min 10 s | NR    |
| 4                  | Tatyana Gudkova (athlétisme) | Russie           | 1 h 28 min 53 s |       |
| 5                  | Claudia Stef                 | Roumanie         | 1 h 29 min 09 s | PB    |
| 6                  | Rossella Giordano            | Italie           | 1 h 29 min 14 s | SB    |
| 7                  | Athanasia Tsoumeleka         | Grèce            | 1 h 29 min 34 s | NR    |
| 8                  | Melanie Seeger               | Allemagne        | 1 h 29 min 44 s | NR    |
| 9                  | Susana Feitor                | Portugal         | 1 h 30 min 15 s |       |
| 10                 | Elisa Rigaudo                | Italie           | 1 h 30 min 34 s | SB    |
| 11                 | Jane Saville                 | Australie        | 1 h 30 min 51 s | SB    |
| 12                 | Olive Loughnane              | Irlande          | 1 h 30 min 53 s |       |
| 13                 | Xu Aihui                     | Chine            | 1 h 31 min 34 s |       |
| 14                 | Kristina Saltanovič          | Lituanie         | 1 h 32 min 13 s |       |
| 15                 | Vera Santos                  | Portugal         | 1 h 32 min 43 s | PB    |
| 16                 | Sonata Milušauskaitė         | Lituanie         | 1 h 32 min 58 s |       |
| 17                 | Vira Zozulya                 | Ukraine          | 1 h 33 min 34 s |       |
| 18                 | Geovana Irusta               | Bolivie          | 1 h 33 min 42 s | AR    |
| 19                 | Fatiha Ouali                 | France           | 1 h 34 min 01 s |       |
| 20                 | Sabine Zimmer                | Allemagne        | 1 h 34 min 08 s |       |
| 21                 | Barbora Dibelková            | Tchéquie         | 1 h 34 min 44 s |       |
| 22                 | Svetlana Tolstaya            | Kazakhstan       | 1 h 35 min 11 s |       |
| 23                 | Daniela Cârlan               | Roumanie         | 1 h 36 min 02 s |       |
| 24                 | Joanne Dow                   | États-Unis       | 1 h 36 min 32 s |       |
| 25                 | Ryoko Sakakura               | Japon            | 1 h 38 min 00 s |       |
| 26                 | Gabrielle Gorst              | Nouvelle-Zélande | 1 h 38 min 51 s |       |
| 27                 | Monica Svensson              | Suède            | 1 h 39 min 21 s |       |
| 28                 | Teresita Collado             | Guatemala        | 1 h 41 min 19 s |       |
| —                  | Song Hongjuan                | Chine            | DQ              |       |
| —                  | Natalya Fedoskina            | Russie           | DQ              |       |
| —                  | Mi-Jung Kim                  | Corée du Sud     | DQ              |       |
| —                  | Gao Kelian                   | Chine            | DQ              |       |
| —                  | Yuan Yufang                  | Malaisie         | DQ              |       |
| —                  | Kjersti Plätzer              | Norvège          | DQ              |       |
| —                  | Olga Kardopoltseva           | Biélorussie      | DQ              |       |
| —                  | Mari Cruz Díaz               | Espagne          | DQ              |       |
| —                  | Norica Câmpean               | Roumanie         | DQ              |       |
| —                  | Rosario Sánchez              | Mexique          | DNF             |       |
| —                  | Elisabetta Perrone           | Italie           | DNF             |       |
| —                  | Olimpiada Ivanova            | Russie           | DNF             |       |
| —                  | María Vasco                  | Espagne          | DNF             |       |
| —                  | Maria Teresa Gargallo        | Espagne          | DNF             |       |

## Légende
Records et Performances
- AR : Record continental (area record)
- CR : Record des championnats (championship record)
- MR : Record du meeting (meet record)
- NR : Record national (national record)
- OR : Record olympique (olympic record)
- PR : Record paralympique (paralympic record)
- PB : Record personnel (personal best)
- SB : Meilleure performance personnelle de la saison (season's best)
- WL : Meilleure performance mondiale de l'année (world leader)
- WJR : Record du monde junior (world junior record)
- WR : Record du monde (world record)

Circonstances et Conditions
- DNF : N'a pas terminé (did not finish)
- DNS : N'a pas pris le départ (did not start)
- DQ : Disqualification (disqualification)
- NM : Aucun essai valable enregistré (No Mark)
- Q : Qualifié « directement » au prochain tour (ou à la prochaine compétition), lors d'une compétition majeure, grâce au classement ou à la réalisation des minima (automatic qualifier)
- q : Qualifié au prochain tour (ou à la prochaine compétition), lors d'une compétition majeure, grâce au repêchage ou à la réalisation de l'une des meilleures performances parmi celles des « non qualifiés directement » (grâce au meilleur temps ou à la meilleure distance par exemple) (secondary qualifier)